# Koolmonoxidemelder
Een koolmonoxidemelder is een apparaat dat koolmonoxide (CO) kan detecteren. Deze beschikt over sensoren die alarm slaan na het meten van een verhoogde concentratie van het gas. De melders werken op 230 V, een alkalinebatterij of op lithiumbatterijen. Een CO-melder heeft onder normale omstandigheden een levensduur van ongeveer 7 tot 10 jaar en werkt het best in stofvrije ruimtes. Gebruik bij het schoonmaken van een koolmonoxidemelder geen schoonmaakmiddelen: de chemische stoffen die hierin zitten kunnen de sensoren in de melder beïnvloeden.

## Soorten melders
Afhankelijk van de ruimte waarin een melder geplaatst wordt is een aantal verschillende typen melders beschikbaar.

## Koolmonoxide door cv-installatie
De meest voorkomende oorzaak van koolmonoxidevergiftiging is een defect aan de cv-installatie of een slechte luchtventilatie. 
Er zijn 3 manieren waardoor koolmonoxide geproduceerd wordt in een cv-toestel:
- Disfunctioneren toestel
- Brandstof ongeschikt voor toestel
- Onvoldoende zuurstoftoevoer naar toestel

## Koolmonoxidevorming
koolmonoxide (CO) ontstaat door onvolledige verbranding, onder meer in verwarmingstoestellen. De verbranding kan onvolledig zijn door een gebrek aan zuurstof in de ruimte. Reeds bij een lage concentratie aan CO in een ruimte wordt de zuurstof in het bloed vervangen door CO, hetgeen kan leiden tot koolmonoxidevergiftiging. De meeste koolmonoxidevergiftigingen worden veroorzaakt door waterverwarmingstoestellen.

## Koolmonoxidemelder niet verplicht
In Nederland overlijden jaarlijks tussen de 5 en 10 mensen aan koolmonoxidevergiftiging, blijkt uit onderzoek van de Onderzoeksraad voor Veiligheid. Een koolmonoxidemelder is niet verplicht in Nederland, ondanks een oproep van de brandweer om deze melders verplicht te maken.